# Shitkid
Shitkid è un duo musicale svedese formatosi nel 2016. È costituito dalle musicisti Åsa Söderqvist e Lina Molarin Ericsson.

## Storia del gruppo
Le Shitkid hanno conseguito la loro prima nomination ai Grammis, il principale riconoscimento musicale nazionale, nella categoria di rock dell'anno per Detention (2019), secondo album in studio. Hanno poi pubblicato diversi dischi, tra cui il più recente Rejected Fish (2023).

## Formazione
- Åsa Söderqvist
- Lina Molarin Ericsson

## Discografia

### Album in studio
- 2017 – Fish
- 2019 – Detention
- 2020 – Duo Limbo/Mellan himmel å helvete
- 2020 – Always Amber
- 2020 – 20/20 Shitkid
- 2021 – Sort stjerne!
- 2023 – Rejected Fish

### EP
- 2016 – Shitkid
- 2017 – EP 2
- 2018 – This Is It

### Singoli
- 2016 – Oh Please Be a Cocky Cool Kid
- 2016 – 666
- 2016 – RnR Sally
- 2017 – Tropics
- 2020 – Crotchrock
- 2020 – X-Mas Double!